# 伯圖格勞德 (阿拉巴馬州)
阿伯圖格勞德（英語：Battleground）是一個位於美國阿拉巴馬州卡爾曼縣的非建制地區。該地的面積和人口皆未知。

## 地理
阿伯圖格勞德的座標為34°18′16″N 86°59′47″W / 34.30444°N 86.99638°W，而該地最高點為海拔高度329米（即1079英尺）。